# Dendronephthya pulchella
Dendronephthya pulchella is een zachte koraalsoort uit de familie Nephtheidae. De koraalsoort komt uit het geslacht Dendronephthya. Dendronephthya pulchella werd in 1952 voor het eerst wetenschappelijk beschreven door Utinomi. 